# Hana Vagnerová
Hana Vagnerová   (Praga, 21 de febrer de 1983) és una actriu txeca.